# Szydłowiec Śląski (przystanek kolejowy)
Szydłowiec Śląski – przystanek osobowy w Szydłowcu Śląskim, w województwie opolskim, w powiecie opolskim, w gminie Niemodlin, w Polsce.
| Szydłowiec Śląski                                |  |                            |
| Linia nr 329 Szydłów - Lipowa Śląska (11,106 km) |  |                            |
| Niemodlinodległość: 4,240 km                     |  | Gracze odległość: 3,443 km |